# Neuvy-en-Beauce
Neuvy-en-Beauce és un municipi francès, situat al departament de l'Eure i Loir i a la regió de Centre – Vall del Loira. L'any 2007 tenia 172 habitants.

## Demografia

### Població
El 2007 la població de fet de Neuvy-en-Beauce era de 172 persones. Hi havia 68 famílies, de les quals 19 eren unipersonals (4 homes vivint sols i 15 dones vivint soles), 19 parelles sense fills i 30 parelles amb fills.
La població ha evolucionat segons el següent gràfic:
Habitants censats

### Habitatges
El 2007 hi havia 84 habitatges, 67 eren l'habitatge principal de la família, 3 eren segones residències i 14 estaven desocupats. 82 eren cases i 1 era un apartament. Dels 67 habitatges principals, 59 estaven ocupats pels seus propietaris, 7 estaven llogats i ocupats pels llogaters i 1 estava cedit a títol gratuït; 1 tenia dues cambres, 12 en tenien tres, 16 en tenien quatre i 38 en tenien cinc o més. 53 habitatges disposaven pel capbaix d'una plaça de pàrquing. A 25 habitatges hi havia un automòbil i a 38 n'hi havia dos o més.

### Piràmide de població
La piràmide de població per edats i sexe el 2009 era:
| Homes | Edats   | Dones |
| ----- | ------- | ----- |
| 0     | 95 o +  | 0     |
| 0     | 90 a 94 | 0     |
| 4     | 85 a 89 | 8     |
| 0     | 80 a 84 | 0     |
| 4     | 75 a 79 | 4     |
| 4     | 70 a 74 | 4     |
| 8     | 65 a 69 | 0     |
| 4     | 60 a 64 | 4     |
| 4     | 55 a 59 | 8     |
| 0     | 50 a 54 | 8     |
| 12    | 45 a 49 | 8     |
| 4     | 40 a 44 | 4     |
| 8     | 35 a 39 | 8     |
| 4     | 30 a 34 | 4     |
| 12    | 25 a 29 | 8     |
| 4     | 20 a 24 | 4     |
| 0     | 15 a 19 | 8     |
| 0     | 10 a 14 | 4     |
| 8     | 5 a 9   | 0     |
| 4     | 0 a 4   | 8     |

## Economia
El 2007 la població en edat de treballar era de 100 persones, 80 eren actives i 20 eren inactives. De les 80 persones actives 74 estaven ocupades (44 homes i 30 dones) i 6 estaven aturades (3 homes i 3 dones). De les 20 persones inactives 8 estaven jubilades, 5 estaven estudiant i 7 estaven classificades com a «altres inactius».

### Ingressos
El 2009 a Neuvy-en-Beauce hi havia 74 unitats fiscals que integraven 193 persones, la mediana anual d'ingressos fiscals per persona era de 22.542 €.

### Activitats econòmiques
Dels 6  establiments que hi havia el 2007, 3 eren d'empreses de construcció, 1 d'una empresa d'hostatgeria i restauració, 1 d'una empresa immobiliària i 1 d'una empresa classificada com a «altres activitats de serveis».
Dels 4 establiments de servei als particulars que hi havia el 2009, 1 era una funerària, 2 fusteries i 1 electricista.
L'any 2000 a Neuvy-en-Beauce hi havia 18 explotacions agrícoles que ocupaven un total de 1.180 hectàrees.

## Poblacions més properes
El següent diagrama mostra les poblacions més properes.